# Bakerhill
Bakerhill oder auch Baker Hill ist eine Town im Barbour County im Bundesstaat Alabama in den Vereinigten Staaten. Das U.S. Census Bureau hat bei der Volkszählung 2020 eine Einwohnerzahl von 211 ermittelt.

## Geographie
Bakerhill liegt im Südosten Alabamas im Süden der Vereinigten Staaten. Es befindet sich etwa 20 Kilometer westlich der Grenze zu Georgia und des 183 Quadratkilometer großen Walter F. George Lake, der vom 692 Kilometer langen Chattahoochee River durchzogen wird.
Nahegelegene Orte sind unter anderem Eufaula (6 km östlich), Clayton (13 km nordwestlich), Blue Springs (18 km südwestlich), Abbeville (18 km südlich) und Louisville (21 km westlich). Die nächste größere Stadt ist mit 205.000 Einwohnern die etwa 100 Kilometer nordwestlich entfernt gelegene Hauptstadt Alabamas, Montgomery.

## Geschichte
Die Stadt wurde um 1860 als Chestnuttville etwa eine Meile südwestlich des heutigen Standorts gegründet. In der Mitte des 19. Jahrhunderts erhielt sie ihren heutigen Namen. Bereits früh wurde in der Stadt Terpentin produziert und Bauxit abgebaut.

## Verkehr
Vom Südwesten in den Nordosten der Stadt verläuft die Alabama State Route 131, die im Westen in die Alabama State Route 10 und im Osten in den U.S. Highway 431 mündet.
Etwa 20 Kilometer nordöstlich der Stadt befindet sich der Flughafen der Stadt Eufaula, Weedon Field.

## Demographie
Die Volkszählung 2010 ergab eine Bevölkerungszahl von 279, verteilt auf 117 Haushalte und 79 Familien. Die Bevölkerungsdichte lag bei 39 Menschen pro Quadratkilometer. 61,3 % der Bevölkerung waren Weiße, 35,5 % Schwarze und 0,7 % Indianer. 0,7 % entstammten einer anderen Ethnizität, 1,4 % hatten zwei oder mehr Ethnizitäten, 1,1 % waren Hispanics oder Lateinamerikaner jedweder Ethnizität. Auf 100 Frauen kamen etwa 89 Männer, das Durchschnittsalter lag bei 44 Jahren.